# Повчинська сільська рада
Повчинська сільська рада — колишня адміністративно-територіальна одиниця та орган місцевого самоврядування у Ярунському (Пищівському) і Новоград-Волинському районах Волинської округи, Київської й Житомирської областей Української РСР та України з адміністративним центром у с. Повчине.

## Населені пункти
Сільській раді були підпорядковані населені пункти:
- с. Повчине
- с. Калинівка

## Населення
Станом на 1923 рік кількість населення сільської ради становила 2 235 осіб, кількість дворів — 468.
Кількість населення сільської ради станом на 1924 рік становила 2 300 осіб.
Відповідно до результатів перепису населення СРСР, кількість населення ради, станом на 12 січня 1989 року, становила 1 072 особи.
Станом на 5 грудня 2001 року, відповідно до перепису населення України, кількість мешканців сільської ради становила 1 079 осіб.

## Склад ради
Рада складалася з 12 депутатів та голови.

### Керівний склад сільської ради
| ПІБ                       | Основні відомості                                                                                  | Дата обрання | Дата звільнення |
| ------------------------- | -------------------------------------------------------------------------------------------------- | ------------ | --------------- |
| Печорін Ігор Анатолійович | Сільський голова, 1970 року народження, освіта, член народної партії                               | 26.03.2006   | 31.10.2010      |
| Печорін Ігор Анатолійович | Сільський голова, 1970 року народження, освіта вища, член Всеукраїнського об'єднання «Батьківщина» | 31.10.2010   |                 |

Примітка: таблиця складена за даними джерела

## Історія
створена 1923 року в складі сіл Мужиловичі, Повчине, Шитня, хуторів Кобиллє, Кобилянський (Кобиляче) та колонії Олексіївка Піщівської волості Новоград-Волинського повіту Волинської губернії. 27 жовтня 1926 року в с. Шитня утворено окрему польську національну сільську раду. Станом на 1929 рік у підпорядкуванні значився х. Червона Корчма. У 1939 році с. Кобиллє передане до складу Рівненської області. На 1 жовтня 1941 року хутори Кобиляче, Червона Корчма та кол. Олексіївка не перебували на обліку населених пунктів.
Станом на 1 вересня 1946 року сільська рада входила до складу Ярунського району Житомирської області, на обліку в раді перебували села Мужиловичі (згодом — Калинівка) та Повчине.
5 березня 1959 року, відповідно до рішення Житомирського облвиконкому № 161 «Про ліквідацію та зміну адміністративно-територіального поділу окремих сільських рад області», підпорядковано села Кіровка (згодом — Партизанське), Суховоля та хутори Байрацький, Берестянка, Підсочний і Пікель ліквідованої Суховільської сільської ради Новоград-Волинського району. 29 вересня 1960 року, відповідно до рішення Житомирського облвиконкому «Про вилучення з обліку деяких населених пунктів в районах області», хутори Байрацький, Берестянка та Підсочний виключені з обліку населених пунктів.
На 1 січня 1972 року сільська рада входила до складу Новоград-Волинського району Житомирської області, на обліку в раді перебували села Калинівка, Партизанське, Повчине та Суховоля.
4 березня 1993 року, відповідно до рішення Житомирської обласної ради «Про внесення змін в адміністративно-територіальний устрій окремих районів», села Партизанське та Суховоля увійшли до складу відновленої Суховільської сільської ради Новоград-Волинського району.
Ліквідована у 2017 році через об'єднання до складу Піщівської сільської територіальної громади Новоград-Волинського району Житомирської області.
Входила до складу Ярунського (Піщівського, 7 .03.1923 р.) та Новоград-Волинського (4.06.1958 р.) районів.